# Andrzej Szaflik
Andrzej Szaflik (ur. 1962) – polski koszykarz występujący na pozycji skrzydłowego.
Jest synem działacza sekcji koszykówki Wisły – Józefa Szaflika oraz koszykarki Ireny Górki.

## Osiągnięcia
Klubowe
- Wicemistrz Polski (1984)
- Finalista pucharu Polski (1983)